# Tiong Ang
Tiong Ang (Surabaya, 25 november 1961) is een multimedia kunstenaar geboren in Indonesië en werkzaam in Amsterdam. Zijn artistieke praktijk beslaat een breed scala aan diverse media, waaronder schilderijen, experimentele film aan de hand van installaties, video's, performances en fotografie. In zijn oeuvre behandelt hij thema's zoals massamedia en distributie, interculturaliteiten, sociaal-politieke thema's alsook de invloeden hiervan op individuele perspectieven en het collectieve geheugen. 

## Leven en werk
Ang is geboren in 1961 in Surabaya, Indonesië en emigreerde al op jonge leeftijd naar Nederland. Hij groeide op in Amsterdam en studeerde achtereenvolgens aan de Gerrit Rietveld Academie (1986) en de Rijksacademie van Beeldende Kunsten (1990). Hij is momenteel aangesloten bij de Lumen Travo Gallery in Amsterdam en de Lynch Tham Gallery in New York en werkzaam bij de Hogeschool voor de Kunsten (HKU) in Utrecht als docent van het HKU masterprogramma Fine Art.
Ang verwierf internationale bekendheid met zijn schilderijen die hij met een vouwlijn in tweeën deelde. De werken krijgen zo het karakter van een opengeslagen boek. Daarnaast versluierde Ang de werken met voile, zodat de toeschouwer ze recht van voren moet bekijken. Het doel was daarmee om de focus af te leiden van het gebruikte materiaal, en de aandacht te leggen op dat wat is afgebeeld. Het Van Abbemuseum in Eindhoven bezit drie van dit soort werken van Ang: Portret van Man en Vrouw / Myopie (1993), Portret van jonge man / Initiatie (1991) en Portret van twee jongens / Initiatie - Chirurgie (1991).
Angs voorstellingen zijn vaak gebaseerd op bestaand beeldmateriaal afkomstig uit kranten, televisie en tijdschriften. Volgens Ang leidt deze constante stroom aan visuele prikkels tot een bepaalde gevoelloosheid voor deze beelden. Door een specifiek beeld te isoleren en te presenteren tracht Ang een tegenwicht te bieden aan deze gevoelloosheid. Hij probeert daarmee de toeschouwer weer betekenisvol naar deze beelden te laten kijken. 
Vanaf het midden van de jaren negentig heeft Ang zijn artistieke praktijk uitgebreid met experimentele film, performances, interdisciplinaire samenwerkingen en gecureerde projecten. Ang onderzoekt de autoriteit en duurzaamheid van beelden en verhalen. Centraal in zijn werk staat het conflict tussen afstandelijke objectiviteit en geëngageerde subjectiviteit; hoe beïnvloedt de media onze perceptie van plaatsen, gebeurtenissen en de werkelijkheid? Elementen van eigenheid en culturele betekenis spelen hierbij ook een rol.
Het Stedelijk Museum Amsterdam heeft een videowerk van Ang in de collectie getiteld School (2001). Voor het eerst te zien bij de Biënnale van Venetië in 2001, toont dit werk een impressie van een schoolklas met jongere kinderen. Dit werk valt onder de zogenoemde 'observatie-werken', waarin fragmenten van de realiteit worden afgespeeld. Ang heeft het medium video ook gebruikt in zijn 'proces-werken', waarin de camera een actieve rol krijgt in performatieve handelingen, en zijn 'genre-werken', waarin veelal persoonlijke verhalen centraal staan.
Ang heeft meerdere malen samengewerkt met verschillende kunstenaars binnen een reeks van diverse projecten om de noties van samenhorigheid, solidariteit en speelsheid te herontdekken. Kunstenaars met wie Ang onder anderen heeft samengewerkt zijn: Carter Kustera, Roy Villevoye, Abrie Fourie, Fendry Ekel en Atone Niane. 
In 2020 begon hij aan een nieuw werk getiteld The Second Hands voor de 9e Biënnale van Boekarest.

## Tentoonstellingen (selectie)
De kunstwerken van Ang zijn wereldwijd tentoongesteld. Zijn werk is onder andere te zien geweest bij:
- 5de Havana Biënnale, Havana, 1994
- 4de Istanbul Biënnale, Istanbul, 1995
- Plateau of Humankind, 49ste Venetië Biënnale, Venetië, 2001
- 5e en 7de Shanghai Biënnale, Shanghai, 2004 en 2008
- Manifesta 8, Murcia, 2010
- 1ste Tbilisi Triënnale, Tbilisi, 2012
- 12de Jogja Biënnale, Yogyakarta, 2013
- 1ste Azië Biënnale / 5de Guangzhou Triënnale, Guangzhou, 2015

### Solotentoonstellingen (selectie)
- Unwanted Celebration, Lynch Tham Gallery, New York, 2015
- Bridging Realities, Lumen Travo Gallery, Amsterdam 2018.[7]